# Beursplein (Amsterdam)
Het Beursplein is een plein in het centrum van Amsterdam, tussen het Damrak en de Beursstraat. Aan het plein liggen de Effectenbeurs (Beursplein 5), de Beurs van Berlage en de Bijenkorf. Aan het plein ligt ook de ingang van de parkeergarage van de Bijenkorf, die regelmatig voor files tot op het Damrak zorgt. Sinds 2018 is er onder het plein een fietsenstalling.

## Geschiedenis
Het plein werd eind 19e eeuw aangelegd, na de demping (in 1845 en in 1883) van een deel van het Damrak, bij de Dam. In 1898 werd begonnen met de bouw van de Koopmansbeurs, tegenwoordig bekend als de Beurs van Berlage, ontworpen door H.P. Berlage. Dit beursgebouw werd gebouwd ter vervanging van de oude Beurs van Zocher, die van 1845 tot 1903 stond op de plek waar sinds 1915 de Bijenkorf staat.
De Beurs van Berlage kwam gereed in 1903. Het gebouw bood onderdak aan vier beurzen, ieder met een aparte ingang: de goederenbeurs, schippersbeurs, graanbeurs en effectenbeurs.
De effectenhandelaren verhuisden in 1912 naar het nieuw gebouwde Effectenbeurs-gebouw aan Beursplein 5, naar ontwerp van Joseph Cuypers. In 2000 fuseerden de effectenbeurzen in Parijs, Brussel en Amsterdam tot Euronext, waarvan de hoofdvestiging hier in Amsterdam is.
Berlage ontwierp ook zes lantaarns en twee fonteinen (voormalig paardendrinkbakken) voor het Beursplein. Het zijn net als de Beurs van Berlage, de Effectenbeurs en de Bijenkorf rijksmonumenten.
Ter vervanging van de bovengrondse fietsenstalling werd in 2018 een ondergrondse stalling gebouwd voor 1.700 fietsen. Kosten van het project circa tien miljoen euro. Na de bouw werd het plein heringericht met nieuwe bomen en bestrating gebaseerd op het oude ontwerp van 1903. De fonteinen en de monumentale lantaarnpalen werden in de originele staat hersteld. Bij de heropening van het plein was een 3d-grondschildering te zien, die gezien vanaf het noorden de illusie gaf (vanuit andere richtingen werkte de illusie niet) dat er nog een stuk wegverharding ontbrak. Volgens de schildering zou men door een ladder naar de ondergrondse stalling moeten.

### Beurspassage
Tegenover het Beursplein verbindt de Beurspassage het Damrak met de Nieuwendijk.
In 1903 werd de Baafjessteeg, gelegen tussen het Damrak en de Nieuwendijk, door nieuwbouw van C&A overbouwd en verdween deze steeg. In de nieuwbouw was een doorgang opgenomen die de naam Beurspassage kreeg. Na de Brand bij C&A in 1963 verrees er in 1968 nieuwbouw waarin wederom plaats was voor de Beurspassage, in de wandelgangen ook wel C&A-passage genoemd, maar nu moderner van uiterlijk. Duidelijk zichtbaar was dat de Nieuwendijk hoger ligt dan het Damrak door het hoogteverschil en helling. In 2015 werd de Beurspassage samen met het C&A-gebouw gerenoveerd en iets naar noorden verplaatst.

## Afbeeldingen

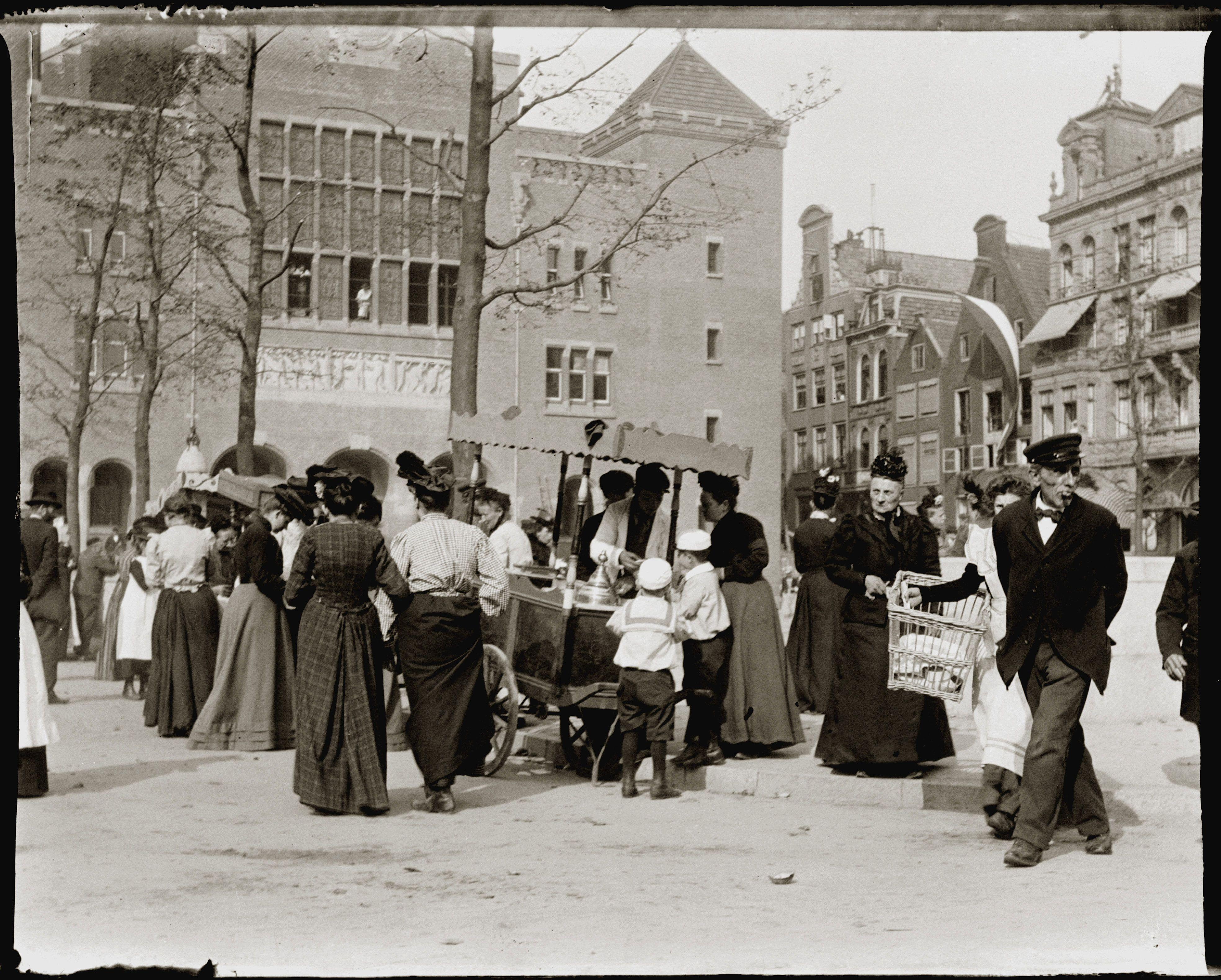
Beursplein met Beurs van Berlage in 1903.
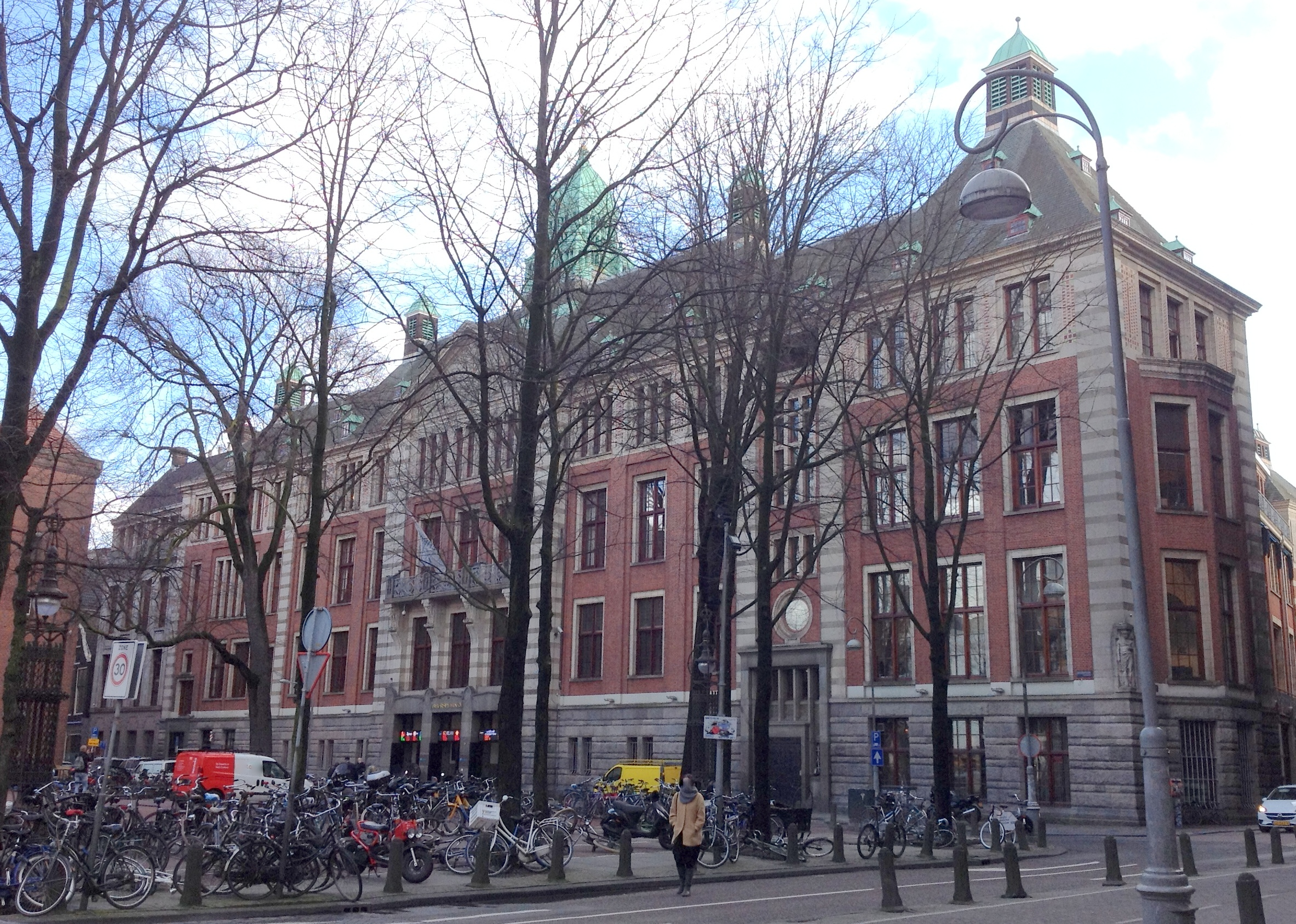
Beursplein met de Effectenbeurs
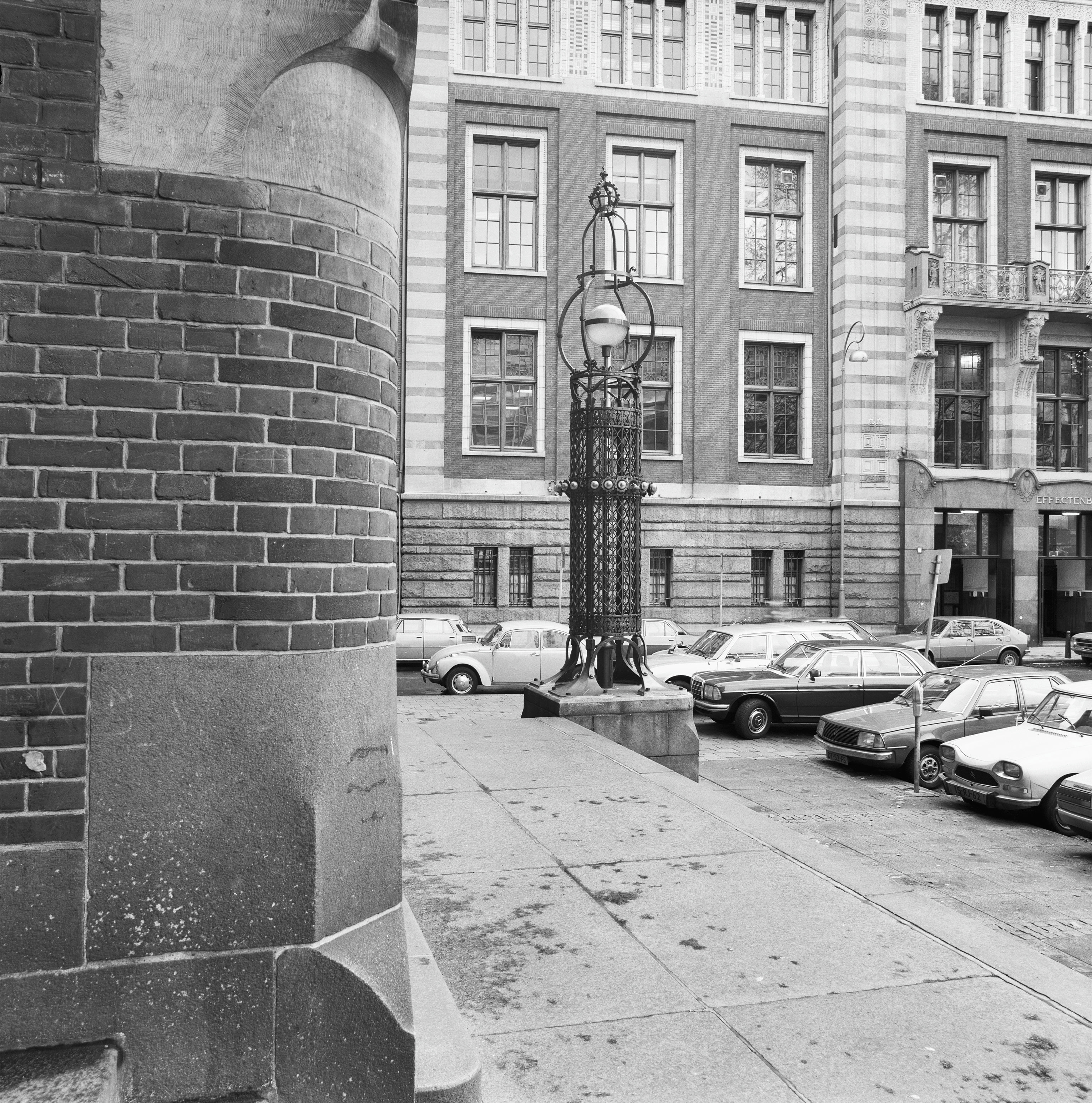
Lantaarn naar ontwerp van H.P. Berlage.
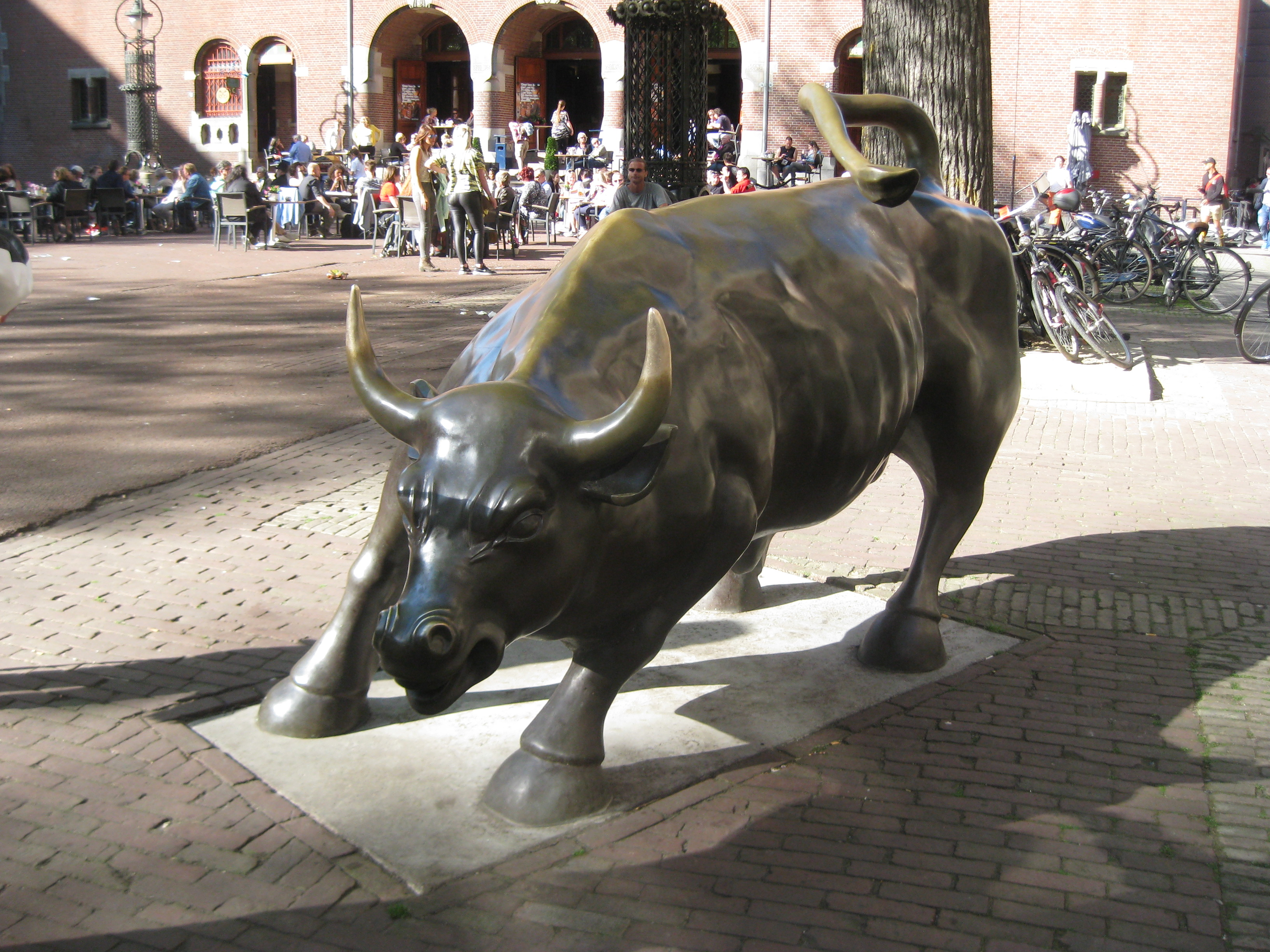
De Stier op het Beursplein voor de ingang van de Effectenbeurs.
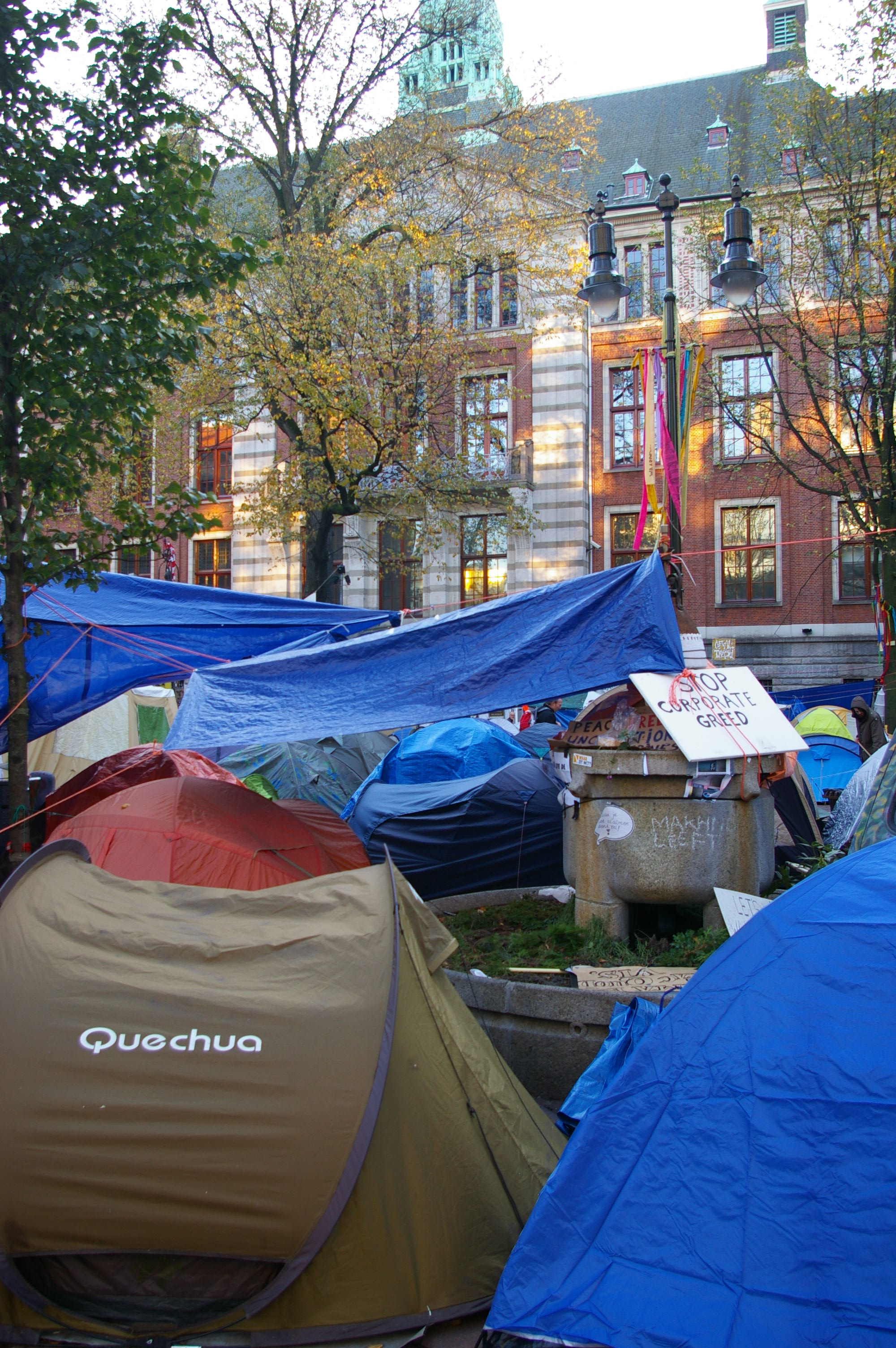
Occupy-tentenkamp op het Beursplein, 2011.
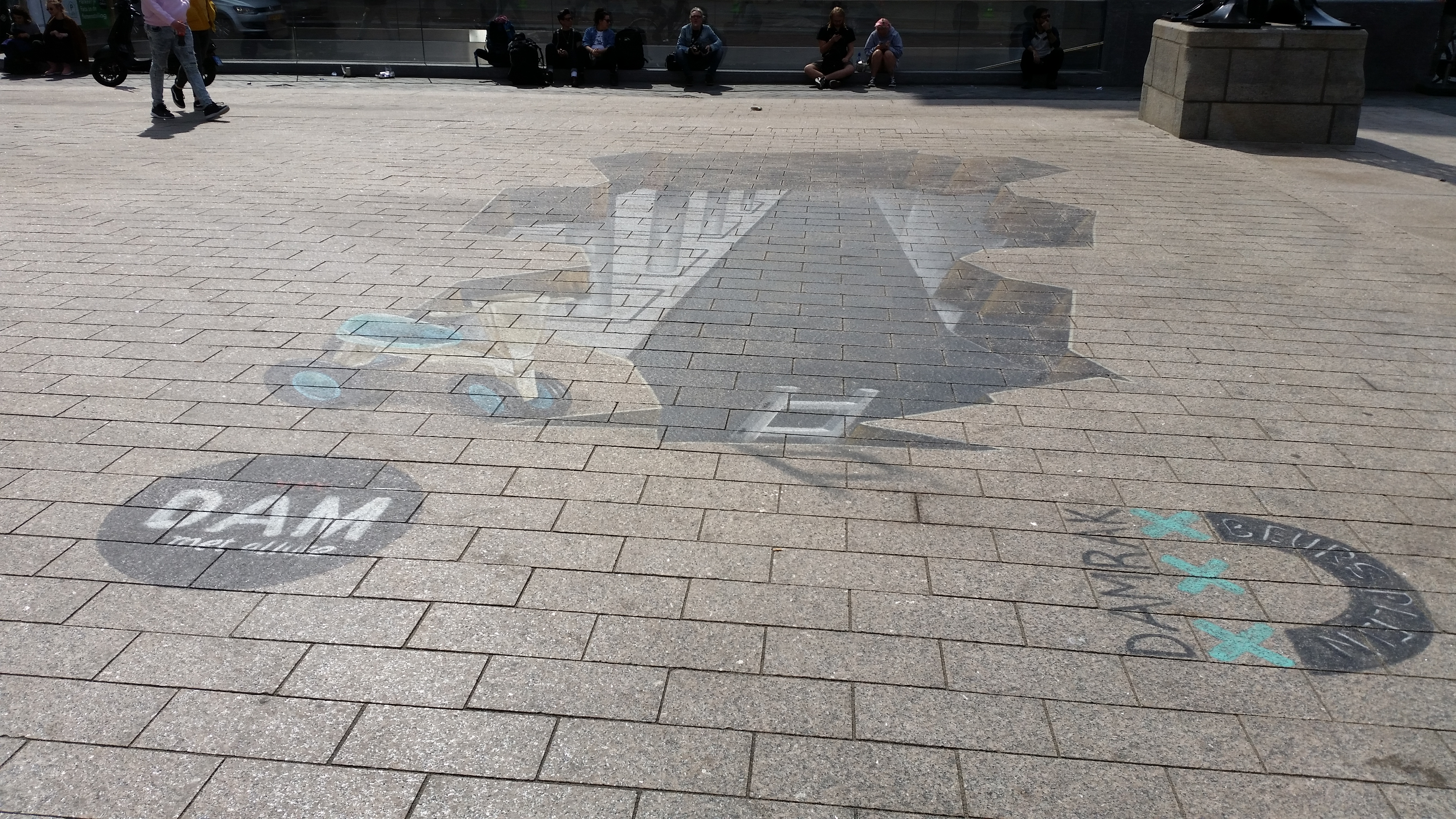
Muurschildering op de grond (augustus 2018)